# Shimun III
Shimun III (fl. XV secolo) è stato un vescovo cristiano orientale siro, patriarca della Chiesa d'Oriente nel XV secolo.

## Biografia
Di questo patriarca non si conosce praticamente nulla. Secondo le tradizionali cronotassi dei patriarchi della Chiesa d'Oriente, Shimun III sarebbe succeduto a Shimun II e avrebbe governato la sua Chiesa all'incirca tra il 1403 e il 1407. A lui sarebbe succeduto il patriarca Elia IV, morto nel 1437.
Tuttavia alcune fonti coeve mettono in crisi il dato tradizionale. Infatti, il Libro dell'ape di Salomone di Akhlât contiene una lista di patriarchi nestoriani, che originariamente si fermava al 1222 con la morte di Yab-Alaha II, ma che fu poi continuata da un autore del XV secolo fino alla sua epoca. In questa lista, i patriarchi del XIV e XV secolo si susseguono in questo modo: Timoteo, Denha, Shimun, Elia e Shimun. Per cui, secondo quest'antica fonte, esisterebbe un solo patriarca di nome Shimun prima di Elia IV.
Inoltre, i colophon di due manoscritti attestano l'esistenza di un patriarca di nome Shimun non solo nel 1437, ma già nel 1429/1430. Infine una pietra tombale, con una lunga iscrizione, conservata nel monastero di Rabban Ormisda, riporta come data di morte del patriarca Shimun il 1497. Per cui, uno o più patriarchi di nome Shimun sono documentati dal 1429/30 al 1497.
Di fronte a questi dati, vengono proposte due soluzioni:
- partendo dall'antica e coeva lista di patriarchi, che menziona un solo vescovo di nome Shimun tra Denha II e Elia IV, David Wilmshurst propone di spostare il patriarcato di Shimun III dopo Elia IV, assegnandogli un patriarcato che va all'incirca dal 1425 al 1450;[5] In questo modo si eviterebbe di dare a Shimun IV un lunghissimo e improbabile patriarcato di 60 o 70 anni di regno;
- Heleen Murre-Vandenberg, rimanendo fedele al dato tradizionale, ritiene che il patriarca Shimun III sia vissuto prima di Elia IV, mentre il Shimun documentato nel XV secolo sia Shimun IV.[6]